# Lâu đài nhỏ Lwówecki

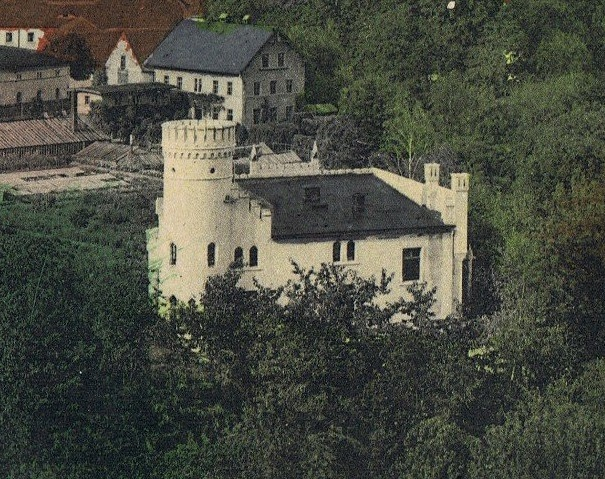
Lâu đài nhỏ Lwówecki nhìn từ trên cao

Lâu đài nhỏ Lwówecki (iếng Ba Lan: Lwówecki Zameczek) là tòa lâu đài tọa lạc tại Lwówek Śląski, được xây dựng vào cuối thế kỷ 19 theo phong cách tân cổ điển giống như cấu trúc tòa lâu đài kiên cố thời trung cổ. Lâu đài có địa chỉ số 3 phố Kamienna.

## Thông tin về tòa lâu đài nhỏ

### Lịch sử
Người khởi xướng và đầu tư vào tòa lâu đài nhỏ này là chủ sở hữu của một mỏ đá sa thạch, có vị trí nằm ở cuối con phố Kamienna ngày nay.

### Đặc điểm
Lối vào khách sạn được vây cột. Những cột này có phù điêu với hình ảnh các chiến binh cổ đại.
Hầu hết các tòa lâu đài được làm bằng gạch nung. Ở mặt tiền phía bắc của lâu đài có một ban công bằng đá, đứng ở đó có thể nhìn khung cảnh toàn bộ thành phố. Ở phía đông của tòa nhà, phía trên lối vào chính, có một ban công lớn, bằng gỗ theo phong cách tân cổ điển được nâng đỡ bởi các cột trụ vuông, thẳng.
Trên nền đất còn có một ngôi nhà phụ nằm cách tòa lâu đài chính vài mét. Ngôi nhà này cũng được xây dựng theo phong cách tân cổ điển.